# Paul Schlenther

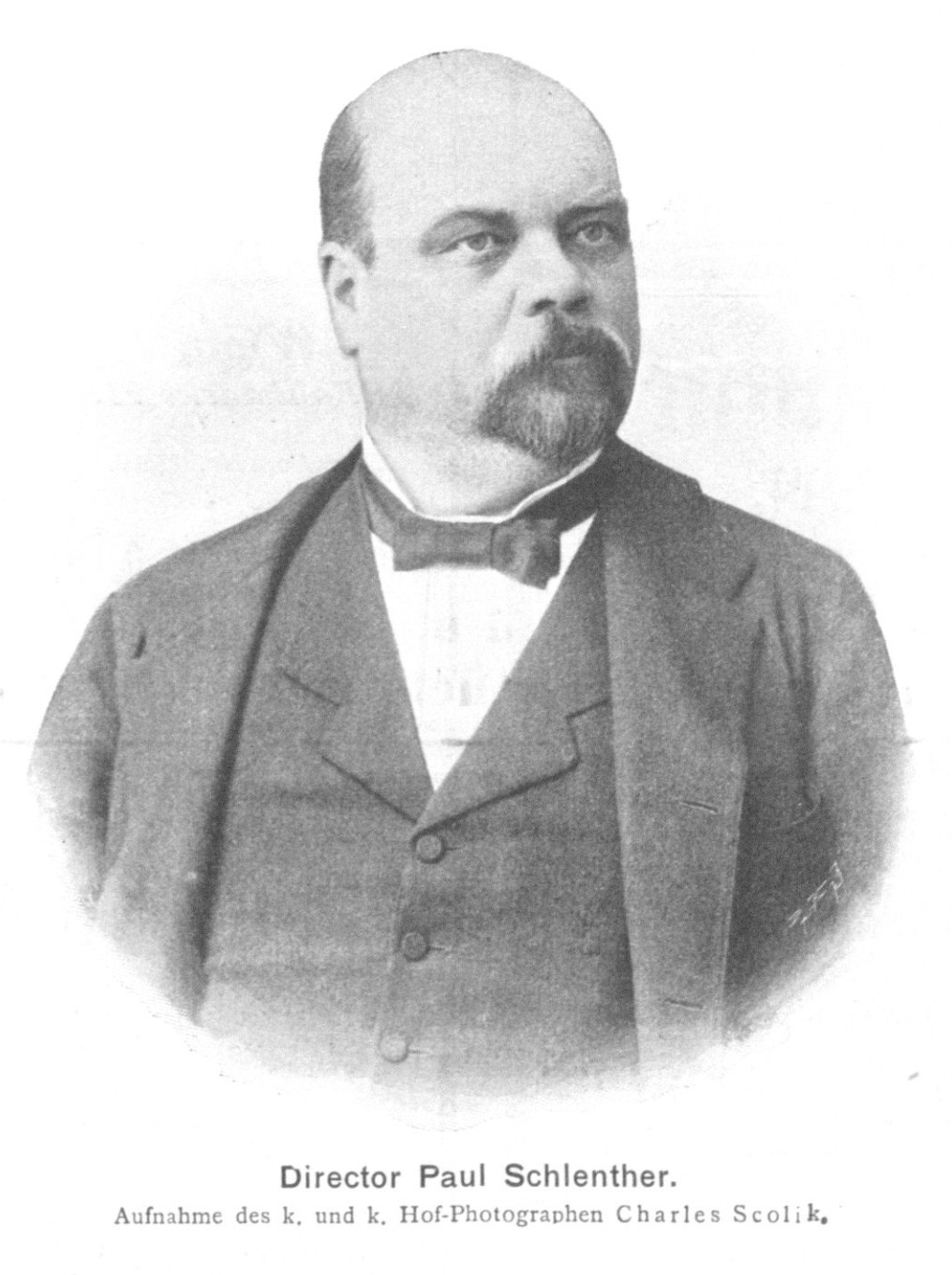
Paul Schlenther, 1901

Paul Schlenther, född 20 augusti 1854 i Insterburg, död 30 april 1916 i Berlin, var en tysk författare, teaterkritiker och teaterchef, gift med skådespelaren Paula Conrad.
Schlenther studerade filosofi och germanistik och blev 1880 filosofie doktor. Han var 1886–1898 teaterkritiker och redaktör i Vossische Zeitung, 1898–1910 chef för Burgtheater i Wien och sedan teaterreferent och redaktör för den litterära översikten i Berliner Tageblatt.
Han var nära vän och lärjunge till Otto Brahm, och deltog i skapandet av Freie Bühne i Berlin, vars tillkomst han skildrade i Wozu der Larm? 1889. Av hans andra arbeten kan nämnas Botho von Hülsen und seine Leute (1883), Der Frauenberuf im Theater (1894), Gerhart Hauptmann (1896), Bernhard Baumeister (1902) och Adolf von Sonnenthal (1906). Dessutom gav han bland annat ut en tysk Holbergsupplaga (1888), artiklar och brev av Theodor Fontane (1906 och 1910) och Brahms skrifter (1913 ff.).
Schlenther verkade för den realistiska litteraturens införande på scenen, och gynnade i denna strävan ofta nordiska författare.